# Cleophana
Cleophana là một chi bướm đêm thuộc họ Noctuidae.